# Azucar
Azucar é o nono álbum de estúdio a solo da cantora portuguesa Ana Malhoa, lançado em Portugal a 11 de fevereiro de 2013 pela editora Espacial e pela Paradise Entertaiment, editora de Ana Malhoa e seu marido, Jorge Moreira, fundada em 2011.
Azucar foi projectado para apresentar Ana Malhoa oficialmente ao mercado hispânico. A divulgação do álbum, através da Azucar Tour iniciou-se a 1º de junho de 2012, sendo a digressão mais extensa de Ana Malhoa até hoje, com mais de 150 concertos em 20 países. O primeiro single promocional, "Palpitación", com o cantor espanhol Mr. Rommel, foi lançado no final do ano de 2012, atingindo o Top 40 das rádios espanholas. O segundo single, "Sube La Temperatura", liderou as rádios portuguesas por 17 semanas, sendo considerado o maior sucesso da carreira de Ana Malhoa, chegando ao European Hot 100. O sucesso da canção em Portugal foi impulsionado por integrar a banda sonora da mais recente aposta da ficção televisiva “Destinos Cruzados” da TVI. O terceiro single, "Pegadito Suavecito", com sample da música brasileira Largadinho, atingiu a posição 28 entre as canções mais executadas em Portugal. O último single promocional, "Sirena", com o artista latino-americano Mr. Fama, foi lançado em junho de 2013 e atingiu o Top 40 das rádios portuguesas.
O projecto debutou directamente no topo das da lista dos álbuns mais vendidos em Portugal, onde permaneceu por 44 semanas, sendo o terceiro álbum de estúdio consecutivo de Ana Malhoa a receber o galardão de Platina no país, configurando-se como o álbum de estúdio a solo mais bem sucedido da carreira de Ana Malhoa até hoje.

## Faixas
| N.º | Título                                                | Compositor(es)                                          | Duração |  |
| 1.  | "Sube La Temperatura"                                 | Jorge do Carmo, Ana Malhoa, Jorge Moreira               | 2:56    |  |
| 2.  | "Tu Boquita"                                          | Jorge do Carmo, Ana Malhoa, Jorge Moreira               | 3:15    |  |
| 3.  | "Pegadito Suavecito"                                  | Jorge do Carmo, Ana Malhoa, Jorge Moreira               | 3:37    |  |
| 4.  | "Danza Conmigo, Baila Conmigo (com El Cata e Manolo)" | Jorge do Carmo, El Cata, Ana Malhoa, Jorge Moreira      | 3:37    |  |
| 5.  | "Sirena (com Mr. Fama)"                               | Jorge do Carmo, Ana Malhoa, Jorge Moreira               | 3:33    |  |
| 6.  | "Palpitación (com Mr. Rommel)"                        | Jorge do Carmo, Mr. Rommel, Ana Malhoa, Jorge Moreira   | 3:20    |  |
| 7.  | "Chica Bonita (com DJ True Love)"                     | Jorge do Carmo, Ana Malhoa, Jorge Moreira, DJ True Love | 3:20    |  |
| 8.  | "Yo Te Prometo (com Alicastro)"                       | Jorge do Carmo, Ana Malhoa, Jorge Moreira, Alicastro    | 3:43    |  |
| 9.  | "Sinto-me Sexy"                                       | Jorge do Carmo, Ana Malhoa, Jorge Moreira               | 3:06    |  |
| 10. | "Sube La Temperatura (Azucar Remix)"                  | Jorge do Carmo, Ana Malhoa, Jorge Moreira               | 3:46    |  |

## Posições
| Paradas (2013)       | Posições |
| -------------------- | -------- |
| Portugal - AFP       | 1        |
| Espanha - Promusicae | 28       |

| País / Certificadora | Certificação | Vendas |
| -------------------- | ------------ | ------ |
| Portugal AFP         | 2× Platina   | 30.000 |

## Histórico de lançamento
| País     | Data                    | Formato              | Gravadora                       |
| -------- | ----------------------- | -------------------- | ------------------------------- |
| Portugal | 11 de fevereiro de 2013 | CD, Download digital | Espacial, Paradise Entertaiment |
| Mundo    | 11 de fevereiro de 2013 | CD, Download digital | Universal Music Group           |